# Afera pri Little Egg Harbor
Afera pri Little Egg Harbor se je zgodila 15. oktobra 1778 v Južnem New Jerseyju med ameriško revolucionarno vojno. Ameriški lojalisti so ubili 45 patriotov, tako da so jih zabodli z bajoneti med spanjem. Pokol se je zgodil približno teden dni po bitki pri Chestnut Necku, britanskem napadu, katerega cilj je bil zatreti gusarje, ki so območje uporabljali kot bazo za nadlegovanje in zaseg britanskih ladij in njihovega tovora.

## Ozadje
Britanski vojaški častnik stotnikPatrick Ferguson je vodil napad na Chestnut Neck, na reki Mullica, da bi pridobil zaloge, ki so jih zasegli zasebniki in poskušal preprečiti njihovo uporabo mesta kot baze za distribucijo plena in pošiljanje zajetega blaga generalu Washingtonu v Valley Forge.
Casimir Pulaski in njegove na novo zbrane sile so dobile ukaz, naj se uprejo njegovim dejanjem. Pułaskijeva legija, skupaj s tremi četami lahke pehote, tremi četami lahke konjenice in enim artilerijskim oddelkom, je prispela dan po Fergusonovem odhodu iz Chestnut Necka. Toda njihov prihod je preprečil Fergusonu, da bi napadel železarno v Batsto Village, New Jersey. Načrt je bil napasti Batsto, vendar se je reka izkazala za preplitvo in zmanjkalo je časa, Batsto je ostal nedotaknjen. Teden dni sta bili sili v pat poziciji.

## Napad
Pulaskijeve čete so dosegle okrožje Little Egg Harbor Township, New Jersey (blizu današnjega Tuckertona, New Jersey) in takoj postavile tabor na kmetiji.
Poročnik Gustav Juliet, dezerter, je našel Fergusona in mu povedal o Pulaskijevem taboru; omenil je, da je morala precej nizka in varnost skoraj neobstoječa. Ferguson je takoj naložil 250 svojih najboljših mož na čolne in jih v temi veslal približno 16 kilometrov do današnjega Osborne Islanda, New Jersey. Nato jih je peš vodil 3 kilometrov do mesta pehotne postojanke, ki je obsegala petdeset mož na kratki razdalji od glavnega tabora. Ob zori je Ferguson ukazal napad; zajel je le pet ujetnikov in njegovi možje, vsi ameriški lojalisti, so ubili skoraj 50 mož.
Pulaski je sčasoma privedel svoje konjeniške čete, kar je povzročilo, da se je Ferguson umaknil na svoje čolne in pustil nekaj mož, ki so padli v roke patriotskih kolonistov.

## Zapuščina
- Kmetijsko zemljišče, ki je bilo prizorišče pokola, je bilo razvito v Country Club Estates; majhen del kolonialne kmetije je bil ohranjen na parceli med Hollybrook Drive in Cedarbrook Lane.

- Pulaskijev spomenik se nahaja na Pulaski Blvd v delu Mystic Island v Little Egg Harborju.[2][3]